# Eddy Maillet
Eddy Maillet (nascut el 19 d'octubre del 1967), és un àrbitre de futbol seychellès. Maillet és àrbitre internacional FIFA des de 2001. Fins ara ha dirigit partits en grans esdeveniments com la Copa Àfrica 2008 o la Copa Confederacions 2009. El febrer del 2010 va ser assignat per arbitrar al Mundial 2010.